# 1797年1月13日の海戦
1797年1月13日の海戦（1797ねん1がつ13にちのかいせん、Action of 13 January 1797）は、フランス革命戦争中に行われた小規模の海戦で、フランスの戦列艦1隻と、イギリスのフリゲート艦2隻がブルターニュの沖合で交戦した。この海戦で、イギリスの2隻のフリゲート艦は、より大きな船体を持つフランス艦を巧妙に追い立て、大波が押し寄せる中この艦を座礁させた。複数の出典によると、乗艦していた1300人のうち400人から900人がこの座礁で死亡した。イギリスのフリゲート艦の1隻も、風下の浜へ逃げられなくなり、砂州に乗り上げた。
フランスの74門艦ドロワ・ド・ロムはアイルランド遠征の艦隊の1隻であった。アイルランドへ派兵を目論むフランスの企みは失敗に終わった。作戦の最中、フランス軍は連携のまずさと荒天に悩まされ、最終的には、誰一人として上陸させることもできずに帰国せざるを得なかった。イギリスのフリゲート艦である44門艦インディファティガブルと36門艦アマゾンは、帰港途中のフランス艦の妨害のため、ウェサン島の沖合の巡行を命じられていた。そして、1月13日の午後にドロワ・ド・ロムが発見された。
嵐がひどくなり、岩の多いブルターニュの海岸を絶えず目にしながらの交戦は、15時間以上が費やされた。海はかなり荒れており、交戦中フランス艦は下げ甲板の砲門を開くことができず、結果、上甲板の大砲のみで対処した。小さなフリゲート艦に対して、大型艦は有利であるはずだが、その優越性はかなり損なわれた。小回りが利くフリゲート艦が、フランス艦に与えた損害はかなりのものであった。交戦中に風が強さを増したため、ドロワ・ド・ロムの乗員は艦の制御を取れなくなり、艦は砂州に乗り上げて大破した。

## 歴史的背景
1796年12月、フランス革命戦争の最中に、フランス軍がアイルランドへの侵入のためにブレストを発った。この1万8千人から成る遠征軍は、ユナイテッド・アイリッシュメンと呼ばれる、アイルランドのナショナリストたちの秘密組織と合流し、アイルランド全土に暴動を起こす計画だった 。この戦争によってイギリスがフランス第一共和政と和平協定を結ぶか、アイルランドを完全に失う危険を冒すか、いずれかの結果となることを、フランスは望んでいた。海軍中将ジュスタン・ボナヴァンチュール・モラール・ド・ガレとラザール・オッシュ将軍、ユナイテッド・アイリッシュメンの指導者ウルフ・トーンに率いられた遠征軍は、17隻の戦列艦と27隻のその他の軍艦に分乗し、広い射程圏を持つ野砲に騎兵隊、そして蜂起を目論むユナイテッド・アイリッシュメンのための軍需物資を積んでいた。

### ブレスト出港

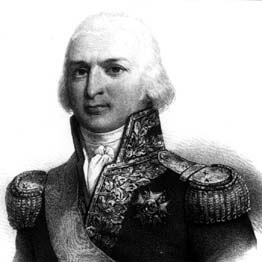
ジュスタン・ボナヴァンチュール・モラール・ド・ガレ

モラール・ド・ガレは12月15日から16日にかけての夜に、暗闇に紛れて、フランス海軍の軍港であるブレストから出港する予定でいた。イギリスの海峡艦隊は封鎖のために、いつもはブレスト港の沖合に戦隊を駐留させていたが、冬の大西洋の荒天のため、指揮官で海軍少将のジョン・コルポイズは、ブレストから20海里（37キロ）のいつもの駐留地点でなく、北西40海里（74キロ）の場所まで戦隊を撤退させていた。ブレストから見えるイギリスの艦は、海岸近くにいるサー・エドワード・ペリューのインディファティガブルとアマゾン、フィービー、レヴォリューショネア、そしてラガー艦デューク・オブ・ヨークから成る戦隊のみだった。ペリューは、この戦争で初めてフランス艦を拿捕したイギリス人士官として、その名を知られていた。拿捕したのはフランスのフリゲート艦クレオパートルだった。ペリューはその後、やはりフリゲート艦のポモーヌ、ヴィルジニーをそれぞれ1794年と1796年に拿捕し、やはり1796年の1月に、東インド会社の船ダットンが難破した際、乗員500人を救った。こういった功績により、ペリューはまずナイトに叙せられ、それから準男爵となった。インディファティガブルはラジーで、イギリス海軍でも最も大きなフリゲート艦の1隻であり、メインデッキに24ポンド砲、船尾甲板に42ポンドのカロネード砲をすえ、同等級のフランスのフリゲート艦よりも頑丈な装備をしていた。

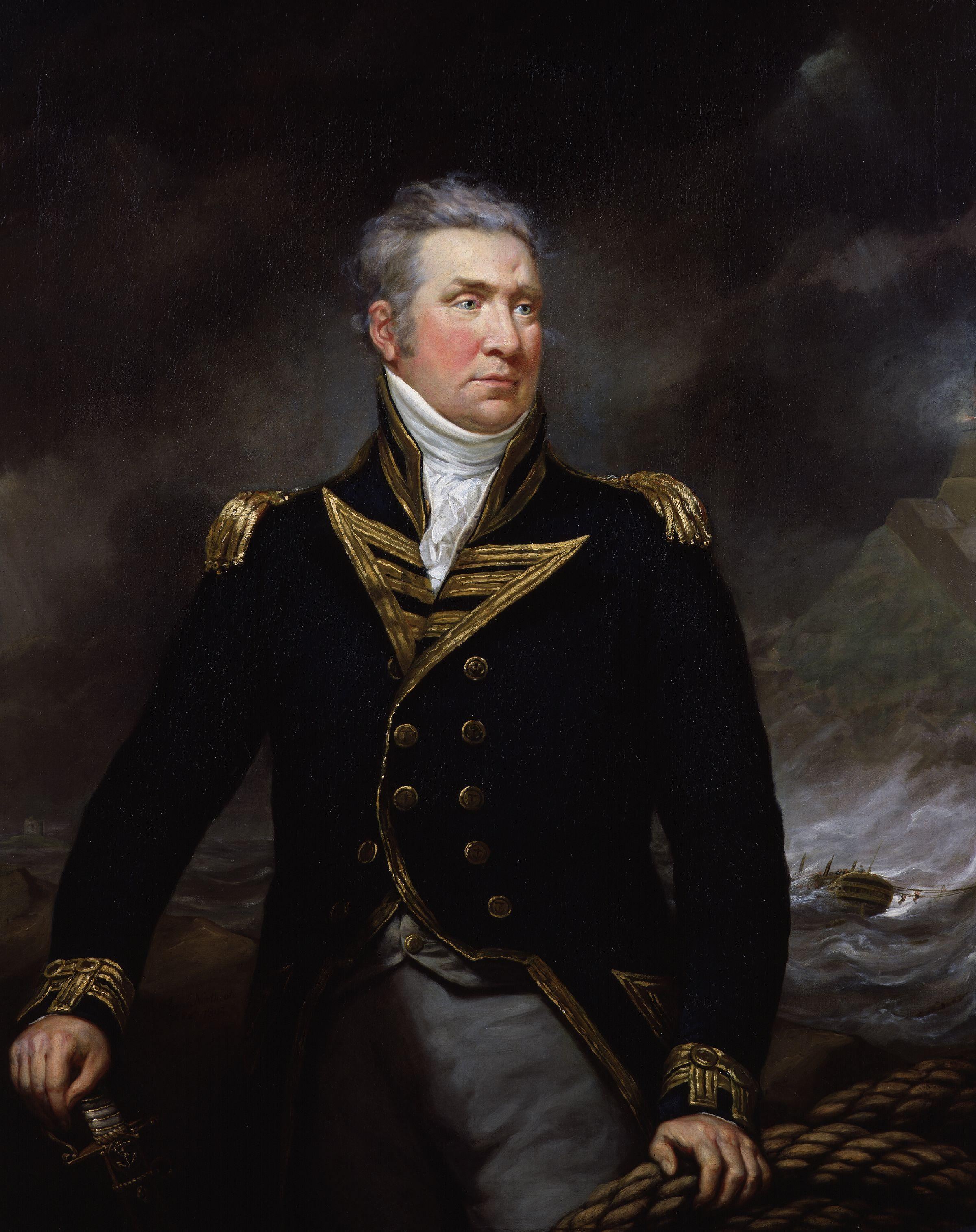
エドワード・ペリュー

薄暗がりの中でフランス艦が出航するのを監視していたペリューは、すぐさまフィービーをコルポイズに、アマゾンをポーツマスの主力艦隊へ、それぞれ警告を持たせて派遣し、その後フランスの動きを混乱させるため、インディファティガブルでブレストに入港した。モラール・ド・ガレは、湾内にいるイギリス艦は先発で、その後にもっと大型の艦が来ると思い込んでいたため、自軍の艦隊にはラ・ド・サンを通過させようとした。この海峡は狭くて岩が多く、航路としては危険であり、ド・ガレはコルベット艦を臨時の灯台船として、海峡を通るフランスの主力艦隊に、青の照明をつけ、煙火を焚くことで灯台船の位置を知らせた。ペリューはこの一部始終を観察しており、インディファティガブルをフランス艦隊の右に滑り込ませ、無作為にロケット弾を発射し、照明をつけた。このためフランス軍の士官は混乱し、フランス艦セディサンがグランド・スティーヴネントの岩に衝突して沈没し、乗艦していた定員1300人のうち680人が死んだ。この突然の事故により、混乱はさらに拡大し、ラ・ド・サンを艦隊が通過し終わったのは翌日の夜明けだった。敵の監視の仕事が完了したペリューは、共にいた戦隊の残り1隻を連れてファルマスに向かい、海軍本部への報告書を腕木通信で送り、自艦インディファティガブルの修理をした。

### アイルランド遠征の失敗

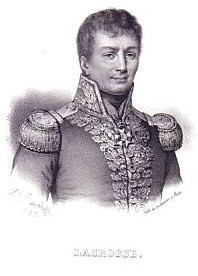
ジャン＝バティスト・レイモン・ド・ラクロス

1796年12月から1797年の1月初めにかけて、フランス艦隊は何度も繰り返しアイルランドへの上陸を試みた。遠征の前半の頃、ド・ガレとオッシュが乗ったフリゲート艦フラテルニテ (艦船)は、艦隊から離れたため、ミズンヘッドでの他艦との合流ができなかった。指揮官を欠いた状態であるため、フランソワ・ジョゼフ・ブーヴェ提督とエマニュエル・ド・グルーシー将軍は、バントリー湾から上陸しようとしたが、天候が荒れ模様で、いかなるかたちの上陸も不可能だった。1週間以上もの間、嵐がやむのを待っていたフランス艦隊だったが、12月29日にブーヴェは侵入作戦を放棄した。しばらくの間、シャノン川河口から上陸しようと奮闘したものの、それもむなしく終わったため、散り散りになっていた艦隊に、ブレストへの帰還命令が出された。この作戦と、その後の撤退とで11隻の艦が難破し、または拿捕され、何千もの兵士や水兵が犠牲になった。
1月13日には、艦隊の生存者の多くが、艦が破損した状態でのろのろとフランスへ戻って行った。海上には、ジャン＝バティスト・レイモン・ド・ラクロス准将が指揮する戦列艦ドロワ・ド・ロム1隻が残っていた。この艦の乗員は1300人を超えており、うち700人から800人は、ジャン・ジョゼフ・アマブル・ユンベール将軍を始めとする陸軍将校と兵士だった。バントリー湾からの撤退のさなかに、この艦は主力艦隊から分遣され、1隻だけでシャノン川河口に向かう途中だった 。荒天のため、上陸がやはり不可能であることを認めたラクロスは、この作戦が失敗であったと悟り、艦のフランスへの帰還を命じて、戻る途中にイギリスの私掠船カンバーランドを拿捕した。

## 追跡
ペリューもまた、ロバート・カーテュー・レイノルズ艦長指揮下のアマゾンを伴って、インディファティガブルでブレストに戻る途中だった。この2隻以外の海峡艦隊の艦は、フランス軍の追跡に失敗したが、ファルマスで修理させ、補給もされていたインディファティガブルと、アマゾンとは海峡艦隊で十分な仕事をしており、装備も万全で戦闘の準備も完璧だった。1月13日の13時、濃霧の中をイギリス艦隊はウェサン島に接近し、前方の暗がりの中に敵艦を見い出した。この艦はフランス艦のドロワ・ド・ロムで、インディファティガブルとアマゾンのいずれよりも大型だった。ほぼ時を同じくして、ドロワ・ド・ロムの見張り番がイギリス艦を見つけ、ラクロスは、戦うべきか否かの葛藤に直面した。ラクロスは、自艦が敵艦のいずれよりもはるかに大型であるのを知っていたが、それよりも先に、西の方角に見つけた帆影をイギリス艦のものと信じており、そのため、劣性であるドロワ・ド・ロムが敵艦に包囲されるだろうと考えていた。イギリスの記録によれば、その時間帯に、ドロワ・ド・ロムの近辺にインディファティガブルとアマゾン以外のイギリス艦はおらず、ラクロスが目にしたのは、バントリー湾からブレストへ戻るレヴォルシオンとフラテルニテであったとされている。加えて、風が強さを増してくるのと、風下の海岸が岩だらけなのがラクロスの気がかりの種だった。乗員を多く搭載したドロワ・ド・ロムにとって、この2つは大きな脅威で、さらに、冬場の強風の中の航海で、船体が傷んでいた。また、ユンベール将軍と配下の陸軍兵を乗せており、些細な海戦で、彼らを危険な目に遭わせることもなかった。
ラクロスは交戦を避けるため、ドロワ・ド・ロムの向きを南東に変え、大きな帆に風を受けて航行し、強風の中で敵をかわせるように望んだ。ペリューは、ドロワ・ド・ロムがフランスの沿岸に着岸できないように策を弄したが、この時はまだ、敵艦が何であるかはあやふやだった。追跡が進むにつれて、ここひと月ほど荒れ模様だった天候が、さらにひどくなった。大西洋の強風がウェサン島に吹き荒れ、その強風が東の方向に吹雪をもたらし、風がたたきつけた海は荒れ狂っていて、この状況で舵を切り、相手に照準を合わせることは難しくなって行った。16時15分、ドロワ・ド・ロムのトップマストが強風で折れ、動きが非常に遅くなった。相手がフランスの戦列艦であることを知ったペリューは、その戦列艦の速度が鈍ったおかげで、接近することができた。

## 交戦

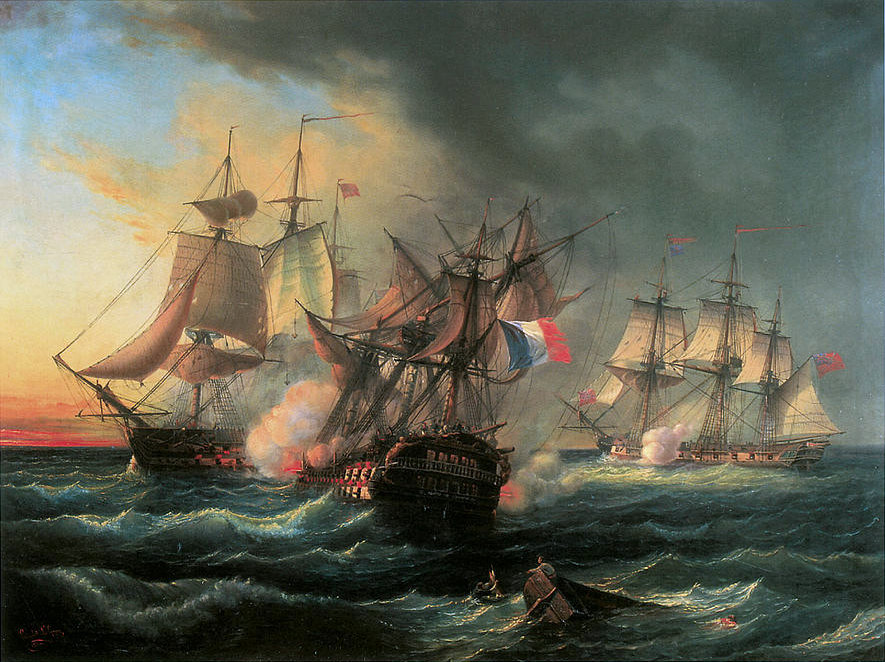
ドロワ・ド・ロムとイギリス艦の交戦（中央がドロワ・ド・ロム、向かって左がインディファティガブル、右がアマゾン

ペリューは、敵艦が自艦インディファティガブルよりもはるかに大型であること、8海里（15キロ）離れているアマゾンが、仮にこの場にやって来て共に戦ったとしても、敵艦との釣り合いが取れるほどの大きさでないことをわかっていた。とはいえ、ラクロスがドロワ・ド・ロムの下げ甲板の砲門を開いたら、大西洋の高くうねる波が押し寄せて、艦が沈没する危険があるだろうという推測も正しかった。実際、ドロワ・ド・ロムは、戦闘中に下げ甲板の砲門を開くことが全く不可能であった。この砲門は、普通の砲門とは違って14インチ（36センチ）低めに設計されており、その結果、どういう開き方をしても海水が流れ込み、下げ甲板からの砲撃が全くできず、この艦からの砲撃力を半減させることになった。ドロワ・ド・ロムにとって、使用可能な砲の数が減りはしたものの、大きさ、砲弾の重量、そして人力の点にかけてはラクロスの艦が有利だった。その状況も、トップマストが折れたことにより不利になった。このことでドロワ・ド・ロムは安定を欠き、相手への照準と舵取りとは敵艦よりも困難になり、強風の中で横揺れした。ラクロスと士官たちが驚いたのは、インディファティガブルはドロワ・ド・ロムから去って行こうとせず、また、ラクロスが予想したような、長距離を風下に進むこともしなかった。17時30分、インディファティガブルはむしろドロワ・ド・ロムの船尾に接近し、掃射を行った。ラクロスはこの攻撃に対抗して、上甲板の大砲から砲撃を始め、艦上の兵たちがそれに伴ってマスケット銃を発射した。そこでペリューは、ドロワ・ド・ロムを引き離そうとして、船首を掃射した。ラクロスが応戦して、船首をインディファティガブルに激しく当てたからだ。どちらの戦略もうまくいかなかった。ドロワ・ド・ロムはイギリス艦に掃射したものの、与えた損害はほとんどなく、またその砲弾は大西洋へと散らばったからである。
インディファティガブルとドロワ・ド・ロムは互いの艦のあちこちに策を弄し、砲撃を交わした。18時45分より後になってアマゾンがやって来た。この交戦の間、ドロワ・ド・ロムの大砲の一部が燃え、甲板に多くいた乗員に多数の死傷者が出た。アマゾンのレイノルズ艦長は、すべての帆に風を受けて、自分よりはるかに大きなドロワ・ド・ロムに接近し、ピストルの射程ほどにまで近寄ってから掃射した。ラクロスは、このもう1隻の敵艦を、自艦の西の方向で、インディファティガブルと鉢合わせするように仕向けた。そうすることによって、十字砲火に巻き込まれるのを避けられたからだった 。戦闘は19時30分まで続き、その後アマゾンとインディファティガブルは、早急に修理をするために敵艦の先に出た。20時30分には、この2隻は、自分たちよりもはるかに速度の遅いドロワ・ド・ロムのところへ戻り、その前を縫うように進み、繰り返し掃射を加えた。ラクロスはだんだん捨て鉢になった。イギリス艦に船体をぶつけようとするも失敗し、横揺れが激しい艦では、小型の大砲をどうにか配置しようとするもうまくいかなかった。相手に確実に照準を合わすのが不可能だったのである。
22時30分には、ドロワ・ド・ロムは多くの難事に直面していた。乗員に多くの死傷者が出ており、イギリス艦の砲撃によって、ミズンマストを失っていた。敵艦が、かなり打ちのめされた状態であるのに気付いたペリューとレイノルズは、敵艦の船尾の部分に近寄った。この2隻にもまだ、砲弾を受けてかなりの火の気があった、ドロワ・ド・ロムからまばらに反撃されたのだった。ドロワ・ド・ロムは4000もの砲弾を使い切っており、ラクロスは敵艦に破裂弾を使わざるを得なくなった。強風の中での破裂弾は、実弾よりも効果が薄いことがわかったが、しかし敵艦2隻を確実に遠くへ追いやった。フランス艦が殆どその場を動かないので、イギリスの2隻のフリゲート艦は、弧を描いて飛んでくる破裂弾の射程外にいることが可能で、必要な部分を修理したり、荒天のため位置がずれた大砲を配置しなおすことができた。夜が明けるまで、3隻の手負いの艦は狭い範囲内での勝負に終始し、午前4時20分、インディファティガブルのジョージ・ベル海尉が突如として、風下2海里（3.7キロ）の地点に陸地が見えているのを発見した。

## 難破

座礁した英仏両艦の位置関係。左上に見えるのがウェサン島、中央やや左寄りに見えるのがラ・ド・サン、その下にオーディエルヌ湾。Mer d'Iroise（イロワーズ海）は、ビスケー湾の北に位置する海域。

ペリューはすぐに海岸から離れようとして、レイノルズに後に続くよう信号を送った。2隻は戦闘と悪天候とでかなりの損害を受けたが、座礁からは免れることができた。アマゾンは北へ去ったが、インディファティガブルは、ブルトン人の水先案内人が、南へ向かうように強く勧めた。この陸地は当初は、ウェサン島だと思われていた。この島は停泊余地が多いため、戦略に適していた。しかし6時30分、空が白みはじめた頃、インディファティガブルの乗員が、南と東に荒波が立っているのを見て、艦がオーディエルヌ湾を一晩中漂っていたことに気がついた。自分たちの状況を察したペリューは、インディファティガブルを西へ向け、逆風による危険から抜け出そうとした。壊れた艤装の修理が急がれたが、針路の変更には問題がなかった。アマゾンの方は北に向かったため、インディファティガブルに比べて戦略を働かせるだけの余裕がなく、午前5時には砂州に垂直にぶつかった。アマゾンを海に戻そうと乗員が努力したものの、失敗に終わり、レイノルズは、午前8時には艦を捨てる準備をするように命じた。
ドロワ・ド・ロムはイギリス艦よりもっと損害が大きく、また陸地が発見された時には、かなり岸に接近していた。ラクロス指揮下の乗員たちが必死に艦を南に向けたため、フォアマストと斜檣が風の勢いで崩壊した。これで艦は実質操作できなくなり、ラクロスは、修理が終わるまで錨をおろして、艦をこの場にとどめておくように命令した。この努力はむなしかった、すべて、といっても2つきりの錨が、バントリー湾での艦をつなぎとめた際に失われ、予備の錨の綱がイギリスの砲撃で折れて、役立たなかった。この最後の錨が使われたが、艦をつなぎとめておくことができず、午前7時（フランス側の表記）に、ドロワ・ド・ロムはプロゼヴェの町の近くの砂州に乗り上げた。これにより、残りのマストが折れ、ドロワ・ド・ロムは横倒しの状態になった。

### アマゾン
オーディエルヌ湾に日が差し始め、地元民が海岸に集まった。ドロワ・ド・ロムは、横倒しのまま、プロゼヴェの町とは正反対の方向に座礁していた。船体には波が砕け散っていた。その2海里（3.7キロ）北には、アマゾンが砂州の上に垂直に乗り上げていた。アマゾンの乗員たちは岸へたどり着こうとボートを下ろしており、その一方で、唯一海上にいるインディファティガブルは、11時に湾の南端にあるペンマーク・ロックスを11時に一周した。アマゾンの艦上では、レイノルズが取り乱すことなしに、整然とボートを下ろさせ、また乗員すべてを安全に下ろすために、いかだを組み立てるように命令を出していた。この命令に従わないのは、わずかに6人だった。この6人はボートを盗んで、自分たちだけで岸にたどり着こうとしたが、流されてしまい、波で転覆して、6人はすべて溺れ死んだ。他のアマゾンの乗員たちは、前夜の戦闘で負傷した者も含めて、9時までに無事に岸に到着し、そこでフランス当局から捕囚された。

### ドロワ・ド・ロム

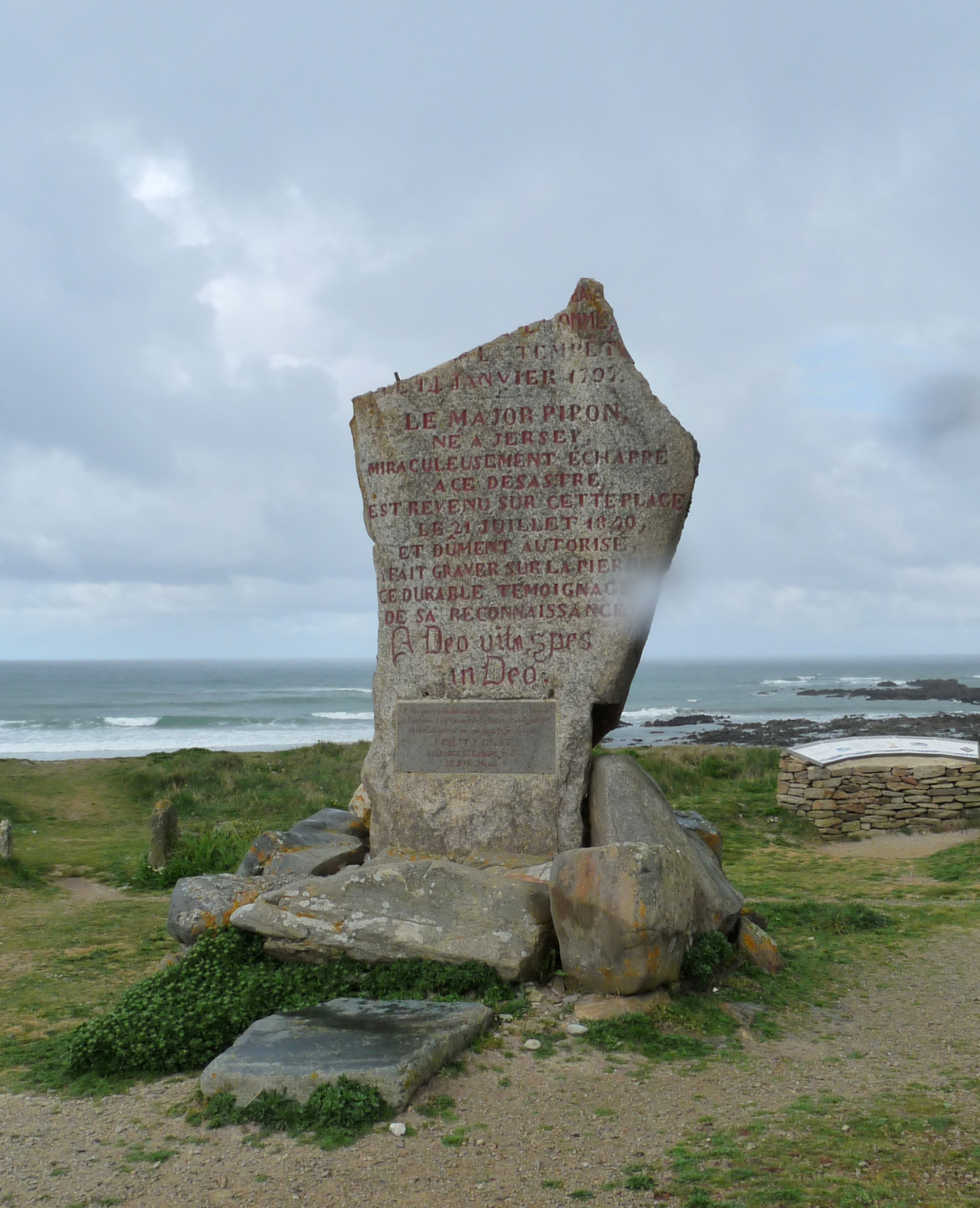
メンヒル型のドロワ・ド・ロムの記念碑

ドロワ・ド・ロムは、修復不能なほどに損害を受けていた。波が立て続けに、海に落ちた人々をさらに押し流し、ボートを下ろそうという破れかぶれな試みも、小型艇が波に流され、砕け波によって壊されたために実現できなかった。いかだが何艘か組み立てられ、一部のいかだが、艦のロープを支えにして岸に向かおうとしていたが、いかだが水につかってしまい、他のいかだに垂直な姿勢で乗っていたドロワ・ド・ロムの乗員は、荒海に投げ出されるのを防ぐため、ロープを切断せざるを得なくなった。このいかだに乗った数人が海岸につき、この難破の最初の生存者となった。その次に、ロープを支えにしながら泳いで岸に着こうとした者たちは、溺れるか、海が荒れていて艦に戻されるかのいずれかだった。岸から援助するすべはなく、1月14日の日が暮れたが、大部分の乗員たちはまだ艦に残ったままだった。夜の間に、荒波が船尾に穴をあけ、船内の大部分が浸水した。1月15日の朝、カンバーランドの9人のイギリス人捕虜を乗せた小型ボートがどうにかして着岸した。これを見て、ドロワ・ド・ロムから小型のいかだが続々と、上陸できるのではないかという期待のもとに下ろされた。しかしまた波がうねり狂ったため、このいかだで着岸できた者はいなかった。
1月16日の朝には、ドロワ・ド・ロムの艦内は飢餓とパニックに見舞われ、天候が収まった間に、大型のいかだが負傷者、女2人、子供6人を乗せて下ろされた時、120人以上もの元気な男たちが、我先にこのいかだに飛び乗った。このためいかだはかなり定員を越えた状態となり、何分もたたないうちに、このいかだを大波が直撃して転覆させ、乗っていたものはすべて溺れた。夕方になるころ、食物も新鮮な水もない生存者たちは、危険な難破船にいることが耐えられず、岸までどうにか泳ごうとし、少なくとも一人の士官がこれで溺死した。夜を通して、生存者たちは、艦の側面の、危険に見舞われる可能性が低い部分に集まって、脱水症状で死ぬのを避けるために、海水や、尿や、酢を小さな樽から飲んだ、その樽は、船倉から流れてきたものだった。1月17日の朝、ついに嵐が収まり、フランスの小型ブリッグ船アロガントが到着した。このアロガントは、座礁する危険があるため、難破したドロワ・ド・ロムにはあまり近寄れなかったが、ボートを出して生存者を救おうとした。同じ日、アロガントに加え、カッター船エイギュイユも到着した。
ドロワ・ド・ロムの多くの生存者たちは、かなり弱っていたため、ボートに飛び乗るという危険を伴う行動を取れず、この試みでは多くのものが艦のへりから落ちて溺死した。それより多くの者たちは、小型ボートに乗るだけの空間がなく、1月17日に救出されたのは150人どまりだった 。翌朝、ボートが艦に戻ったところ、生存者は140人だけになっていて、ほぼ同数のものが夜のうちに死んでいた。艦から救出された最後の人々には、ラクロスやユンベールも含まれていた。ブレストに着いた救出者たちは、食物と衣類を与えられ、医師の治療を受けた。カンバーランドの捕虜たちはすべてイギリスに戻された、難破したドロワ・ド・ロムの生存者を救った見返りだった。

## 戦後の英仏両国

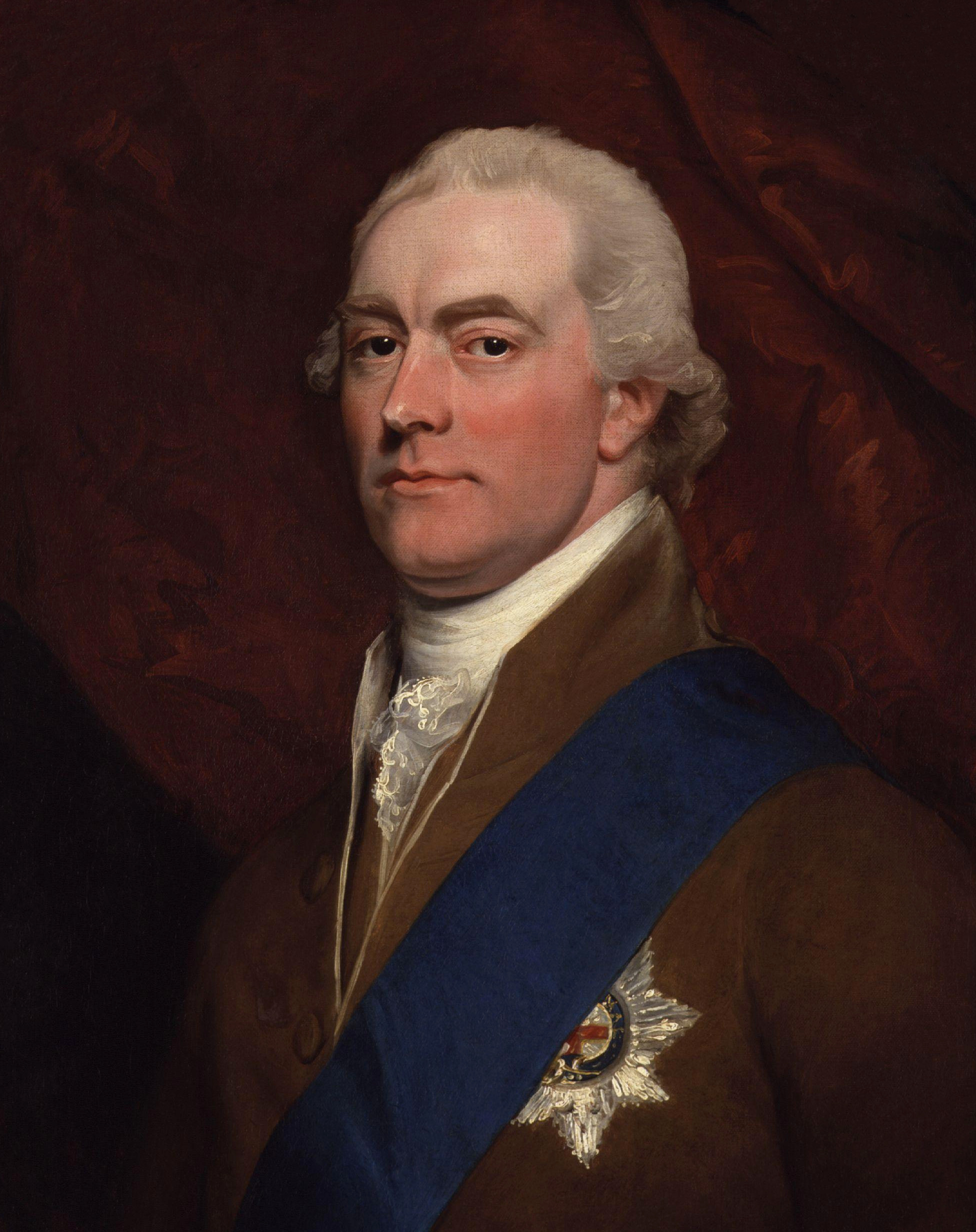
2代スペンサー伯爵ジョージ・スペンサー

フランス側の死傷者の計算は困難を伴ったが、ドロワ・ド・ロムの1300人の乗員のうち、103人が戦死し、救出されたのは300人を超える程度だった。2月14日の朝から、1月18日の朝までにドロワ・ド・ロムで死亡した乗員はおよそ900人にも上った。しかしフランスの資料によれば、1月17日と18日に、アロガントとエイギュイユで救出された乗員は500人には上るとしている。これによると犠牲者は400人程度ということになる。1840年に建てられた、プロゼヴェにある事故の犠牲者の碑銘では、犠牲者は600人となっている。イギリス側は、アマゾンでは戦死者が3人、難破による犠牲者が3人出て、15人が負傷した。一方インディファティガブルでは、戦死者はひとりもおらず、18人が負傷した。
レイノルズと士官たちは、何週間か後にフランスの捕虜と交換され、慣例により、軍法会議での敗因調査は、法廷の長官それぞれが意見を述べて円満解決した。レイノルズはその後、大型フリゲート艦ポモン（フランス艦ポモーヌ）の指揮官となった。2隻のフリゲート艦の上級海尉は指揮官に昇進し、ヘッドマネー（敵艦の乗員数をもとに割り出した拿捕船の賞金で、負けた側の船が破損した場合に支給される）は乗員たちに支給された。ペリューはその後1年間、ブレスト沖でインディファティガブルの指揮を続け、多くのフランス商船を捕らえた。後にペリューは数度の昇進を経て、1815年、ナポレオン戦争の末期にはエクマス卿となり、地中海艦隊の最高指揮官となった。レイノルズはナポレオン戦争中の1811年、セントジョージの難破により戦死した。ラクロスとユンベールは、艦を失ったことによる非難は受けず、ラクロスは准将から提督に昇進し、後にスペイン大使となった。ユンベールの方は、その次の、そしてやはり成功しなかったアイルランド侵攻軍を率いる計画を立て、バリナマックの戦いで降伏した。
イギリスでは、この戦いは当時賞賛され、そして第一海軍卿のジョージ・スペンサーはこう述べた。「かつてこれほどまでに海軍の伝記を彩った偉業はなかったと私は信じている」歴史家のジェームズ・ヘンダーソンは「これは、武器と、航海術のなせるわざであり、かつて見たこともなく、これから見ることもない」そしてリチャード・ウッドマンは、「闇が覆い、または月光が照らす荒れ狂う夜に、航海術が見せたまぶしいばかりの戦闘」と評した。50年後、この戦闘はサービスメダルの対象となり、「1797年1月13日、インディファティガブル」と「1797年1月13日、アマゾン」の文字が入ったメダルが、その当時存命であった参戦者へ贈られた。